# ノッツ・カウンティFC
ノッツ・カウンティFC（Notts County Fooball Club）は、イングランド、ノッティンガムを本拠地とするサッカークラブ。2023-24シーズンはEFLリーグ2（4部相当）に所属している。

## 概要

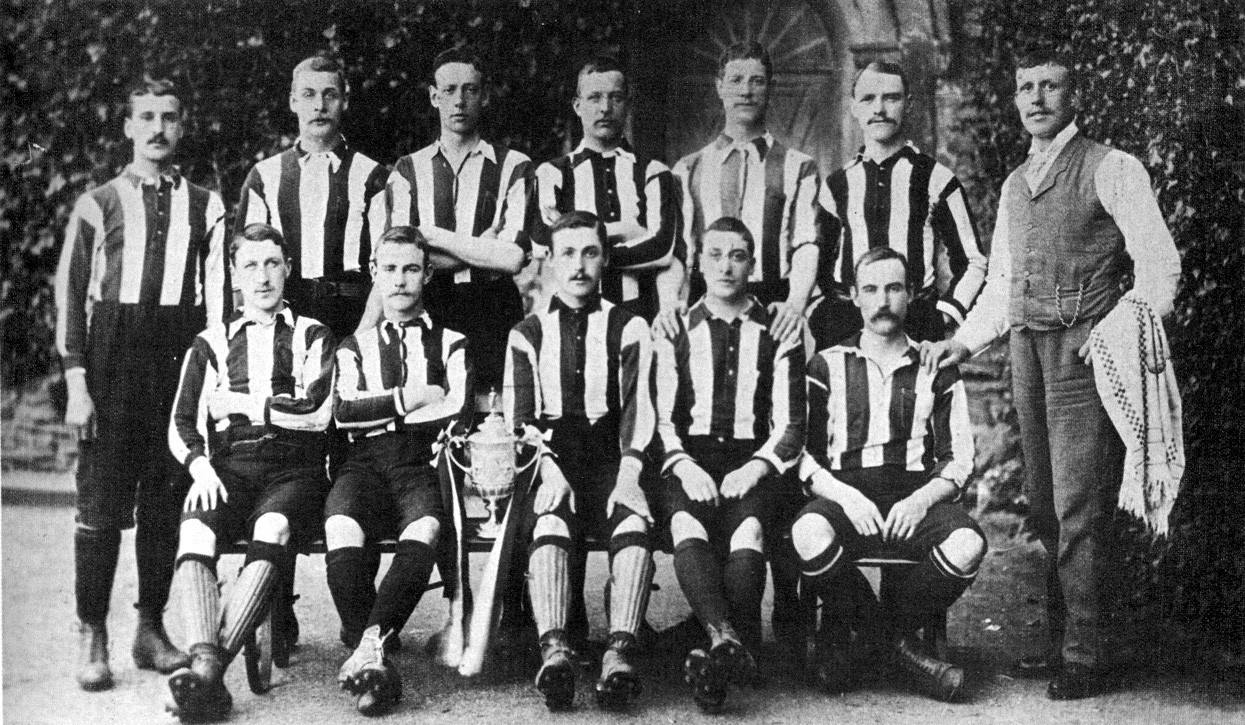
1894年のFAカップ優勝時のメンバー

1862年に創立された世界で最も古いプロサッカークラブと長年されてきたが、近年の研究により、クリスタル・パレスが1861年創設と判明。世界で２番目に古いプロフットボールクラブとなった。1888-89シーズンに始まったフットボールリーグにも初年度より参加。プレミアリーグ開幕以降は低迷しており、最後に1部リーグ（当時の最高位リーグ）に所属していたのは1991-92シーズン。2018-19シーズンはリーグ2（4部リーグ）で23位となり、クラブ史上初めてナショナルリーグ（5部リーグ）に降格した。

1888-89シーズンから2018-19シーズンまでの成績の推移

白黒縦縞のユニフォームを着用しており、これはイタリアのユヴェントスFCが1903年に採用した同配色ユニフォームの由来にもなっている。ライバルは同じノッティンガムを本拠地とするノッティンガム・フォレストFCだが、フォレストが2022-23シーズン時点で最上位リーグのプレミアリーグに所属しているのに対して、ノッツ・カウンティは5部相当のナショナルリーグ所属であるため、対戦機会は限られている。 ホームスタジアムであるメドウ・レーンは、ノッティンガム・フォレストのホームスタジアムのシティ・グラウンドとトレント川の対岸同士で200メートルしか離れていない。

## クラブ記録
最多観客動員数
- 47,310人 vs ヨーク・シティFC FAカップ6回戦 1955.3.12

リーグ最多得点勝利試合
- 11-1 vs ニューポート・カウンティAFC ディヴィジョン3サウス 1949.1.15

カップ最多得点勝利
- 15-0 vs ロザラム・ユナイテッドFC FAカップ1回戦 1885.10.24

リーグ最多得点
- 107得点 ディヴィジョン4 1959-60シーズン

## タイトル

### 国内タイトル
- FAカップ:1回

1893-94
- フットボールリーグ・セカンドディヴィジョン:3回

1896-97, 1913-14, 1922-23
- フットボールリーグ・サードディヴィジョン・サウス:2回

1930-31, 1949-50
- フットボールリーグ・サードディヴィジョン:1回

1997-98
- フットボールリーグ・フォースディヴィジョン:2回

1970-71, 2009-10

### 国際タイトル
- アングロ・イタリアンカップ:1回

1994-95

## 過去の成績
| シーズン | ディビジョン        | ディビジョン | ディビジョン | ディビジョン | ディビジョン | ディビジョン | ディビジョン | ディビジョン | ディビジョン | FAカップ     | EFLカップ | 欧州カップ / その他                    | 欧州カップ / その他            | 最多得点者                   | 最多得点者 |
| シーズン | リーグ              | 試           | 勝           | 分           | 敗           | 得           | 失           | 点           | 順位         | FAカップ     | EFLカップ | 欧州カップ / その他                    | 欧州カップ / その他            | 選手                         | 得点数     |
| -------- | ------------------- | ------------ | ------------ | ------------ | ------------ | ------------ | ------------ | ------------ | ------------ | ------------ | --------- | -------------------------------------- | ------------------------------ | ---------------------------- | ---------- |
| 2004-05  | フットボールリーグ2 | 46           | 13           | 13           | 20           | 46           | 62           | 52           | 19位         | 3回戦敗退    | 2回戦敗退 | フットボールリーグトロフィー           | 北セクション1回戦敗退          | グリン・ハースト             | 15         |
| 2005-06  | フットボールリーグ2 | 46           | 12           | 16           | 18           | 48           | 63           | 52           | 21位         | 2回戦敗退    | 1回戦敗退 | フットボールリーグトロフィー           | 南セクション1回戦敗退          | グリン・ハースト             | 8          |
| 2006-07  | フットボールリーグ2 | 46           | 16           | 14           | 16           | 55           | 53           | 62           | 13位         | 1回戦敗退    | 4回戦敗退 | フットボールリーグトロフィー           | 南セクション1回戦敗退          | ジェイソン・リー             | 16         |
| 2007-08  | フットボールリーグ2 | 46           | 10           | 18           | 18           | 37           | 53           | 48           | 21位         | 2回戦敗退    | 1回戦敗退 | フットボールリーグトロフィー           | 南セクション1回戦敗退          | リチャード・ブッチャー       | 12         |
| 2008-09  | フットボールリーグ2 | 46           | 11           | 14           | 21           | 49           | 69           | 47           | 19位         | 2回戦敗退    | 2回戦敗退 | フットボールリーグトロフィー           | 北セクション1回戦敗退          | デルロイ・フェイシー         | 9          |
| 2009-10  | フットボールリーグ2 | 46           | 27           | 12           | 7            | 96           | 31           | 93           | 1位          | 5回戦敗退    | 1回戦敗退 | フットボールリーグトロフィー           | 北セクション2回戦敗退          | リー・ヒューズ               | 30         |
| 2010-11  | フットボールリーグ1 | 46           | 14           | 8            | 24           | 46           | 60           | 50           | 19位         | 4回戦敗退    | 3回戦敗退 | フットボールリーグトロフィー           | 北セクション1回戦敗退          | リー・ヒューズ               | 13         |
| 2011-12  | フットボールリーグ1 | 46           | 21           | 10           | 15           | 75           | 63           | 73           | 7位          | 4回戦敗退    | 1回戦敗退 | フットボールリーグトロフィー           | 北セクション2回戦敗退          | ジェフ・ヒューズ             | 13         |
| 2012-13  | フットボールリーグ1 | 46           | 16           | 17           | 13           | 61           | 49           | 65           | 12位         | 2回戦敗退    | 1回戦敗退 | フットボールリーグトロフィー           | 北セクション2回戦敗退          | ジャマル・キャンベル・ライス | 8          |
| 2013-14  | フットボールリーグ1 | 46           | 15           | 5            | 26           | 64           | 77           | 50           | 20位         | 1回戦敗退    | 2回戦敗退 | フットボールリーグトロフィー           | 北セクション準々決勝敗退       | カラム・マグレガー           | 12         |
| 2014-15  | フットボールリーグ1 | 46           | 12           | 14           | 20           | 45           | 62           | 50           | 21位         | 1回戦敗退    | 1回戦敗退 | フットボールリーグトロフィー           | 北セクション準決勝敗退         | ガリー・トンプソン           | 12         |
| 2015-16  | フットボールリーグ2 | 46           | 14           | 9            | 23           | 54           | 83           | 51           | 17位         | 1回戦敗退    | 2回戦敗退 | フットボールリーグトロフィー           | 北セクション2回戦敗退          | ジョナサン・ステッド         | 14         |
| 2016-17  | EFLリーグ2          | 46           | 16           | 8            | 22           | 54           | 76           | 56           | 16位         | 2回戦敗退    | 1回戦敗退 | EFLトロフィー                          | グループステージ敗退           | ジョナサン・ステッド         | 14         |
| 2017-18  | EFLリーグ2          | 46           | 21           | 14           | 11           | 71           | 48           | 77           | 5位          | 4回戦敗退    | 1回戦敗退 | EFLトロフィーリーグ2プレーオフ2018     | グループステージ敗退準決勝敗退 | ジョージ・グラント           | 18         |
| 2018-19  | EFLリーグ2          | 46           | 9            | 14           | 23           | 48           | 84           | 41           | 23位         | 1回戦敗退    | 1回戦敗退 | EFLトロフィー                          | 北セクション2回戦敗退          | ケイン・ヘミングス           | 13         |
| 2019-20  | ナショナルリーグ    | 38           | 17           | 12           | 9            | 61           | 38           | 63           | 3位          | 2回戦敗退    |           | FAトロフィーナショナル・プレーオフ2020 | 準決勝敗退準優勝               | カイル・ウートン             | 13         |
| 2020-21  | ナショナルリーグ    | 42           | 20           | 10           | 12           | 62           | 41           | 70           | 5位          | 4回戦敗退    |           | FAトロフィーナショナル・プレーオフ2021 | 準決勝敗退                     | カイル・ウートン             | 15         |
| 2021-22  | ナショナルリーグ    | 44           | 24           | 10           | 10           | 81           | 52           | 82           | 5位          | 1回戦敗退    |           | FAトロフィーナショナルプレーオフ2022   | 準々決勝敗退                   |                              |            |
| 2022-23  | ナショナルリーグ    | 46           | 32           | 11           | 3            | 117          | 42           | 107          | 2位          | 資格予選敗退 |           | FAトロフィー                           |                                |                              |            |

## 歴代監督
- エルニー・コールマン 1961-1963
- エディー・ロウ 1963-1965
- エルニー・コールマン 1965-1966
- ジャック・バーキット 1966-1967
- アンディ・ビーティー 1967
- ビリー・グレイ 1967-1968
- ジャック・ウィーラー 1968-1969
- ジミー・シレル 1969-1975
- ロン・フェントン 1975-1977
- ジミー・シレル 1978-1982
- ハワード・ウィルキンソン 1982-1983
- ラリー・ルロイド 1983-1984
- リッチー・バーカー 1984-1985
- ジミー・シレル 1985-1987
- ジョン・バーンウェル 1987-1988
- ニール・ウォーノック 1989-1993
- ミック・ウォーカー 1993-1994
- ラッセル・スレイド 1994-1995
- ハワード・ケンダール 1995
- スティーヴ・ニコル 1995
- コリン・マーフィー 1995-1996
- サム・アラダイス 1997-1999
- ジョン・アレクサンダー・スコット 1999-2001
- ギャリー・ブラジル 2001-2002
- ビル・ディアーデン 2002-2004
- ギャリー・ミルズ 2004
- イアン・リチャードソン 2004-2005
- グズジョン・ソーダーソン 2005-2006
- スティーヴ・トンプソン 2006-2007
- イアン・マクパーランド 2007-2009
- マイケル・ジョンソン /  デイヴ・ケヴァン 2009 (暫定)
- ハンス・バッケ 2009
- デイヴ・ケヴァン 2009-2010
- スティーブ・コッテリル 2010
- クレイグ・ショート 2010
- ポール・インス 2010-2011
- マーティン・アレン 2011-2012
- ケイト・カール 2012-2013
- クリス・キウォムヤ 2013
- ショーン・デリー 2013
- ポール・ハート / ミック・ハルソール 2013 (暫定)
- リカルド・モニズ 2015
- ミック・ハルソール / リチャード・ドライデン 2015-2016 (暫定)
- ジェイミー・フラートン 2016
- マーク・クーパー 2016
- ジョン・シェルダン 2016-2017
- アラン・スミス 2017 (暫定)
- ケヴィン・ノーラン 2017-2018
- スティーブ・チェトル / マーク・クロスリー 2018 (暫定)
- ハリー・キューウェル 2018 /  スティーブ・チェトル 2018 (暫定)
- ニール・アードレー 2018-2021
- イアン・バーチナル 2021-

## 歴代所属選手
- ディキシー・ディーン 1938-1939
- スティーブ・フィナン1996-1998
- ジャーメイン・ペナント 1998-1999
- キム・グラント 1998-1999
- クレイグ・リンドフィールド 2007
- カスパー・シュマイケル 2009-2010
- ソル・キャンベル 2009